# Ellie Parker
Ellie Parker es una película escrita y dirigida por Scott Coffey. El papel principal, interpretado por Naomi Watts, trata sobre la lucha de una joven por convertirse en actriz en la ciudad de Los Ángeles.
Ellie Parker comenzó como un cortometraje estrenado en 2001 en Sundance Film Festival, realizado con una cámara digital de mano que posteriormente el director Scott Coffey mejoró, hasta convertirla en un largometraje, durante los siguientes cuatro años, estrenadose finalmente en 2005. 

## Argumento
La joven actriz australiana Ellie Parker va pasando por diferentes y degradantes pruebas de castings sin obtener éxito.

## Elenco
- Naomi Watts
- Rebecca Riggs
- Scott Coffey
- Mark Pellegrino
- Chevy Chase
- Blair Mastbaum
- Johanna Ray
- David Baer
- Keanu Reeves